# Союз МС-02
«Союз МС-02» — российский транспортный пилотируемый космический корабль, стартовавший с космодрома Байконур 19 октября 2016 года в 11:05 мск. Корабль доставил троих участников экспедиции МКС-49/ 50 к международной космической станции, а через 173 суток успешно вернул их на Землю. Это 129-й пилотируемый полёт корабля «Союз», первый полёт которого состоялся в 1967 году. Корабль серии «Союз МС» является новой модернизированной версией космического корабля «Союз ТМА-М».

## Экипаж
| Космонавт          | Должность                                                        | № полёта        | Корпорация      |                 |                 |                 |
| Основной экипаж    | Основной экипаж                                                  | Основной экипаж | Основной экипаж | Основной экипаж | Основной экипаж | Основной экипаж |
| ------------------ | ---------------------------------------------------------------- | --------------- | --------------- | --------------- | --------------- | --------------- |
| Сергей Рыжиков     | Командир ТПК «Союз МС», бортинженер МКС-49/50                    | 1               | Роскосмос       |                 |                 |                 |
| Андрей Борисенко   | Бортинженер-1 ТПК «Союз МС», бортинженер МКС-49/50               | 2               | Роскосмос       |                 |                 |                 |
| Роберт Кимбро      | Бортинженер-2 ТПК «Союз МС», бортинженер МКС-49, командир МКС-50 | 2               | НАСА            |                 |                 |                 |
| Дублёры            |                                                                  |                 |                 |                 |                 |                 |
| Александр Мисуркин | Командир экипажа                                                 | 2               | Роскосмос       |                 |                 |                 |
| Николай Тихонов    | Бортинженер-1                                                    | 1               | Роскосмос       |                 |                 |                 |
| Марк Т. Ванде Хай  | Бортинженер-2                                                    | 1               | НАСА            |                 |                 |                 |

## Подготовка
31 августа успешно прошли испытания нового пилотируемого космического корабля «Союз МС-02» на герметичность в вакуум-камере, на космодроме Байконур в Казахстане. Первоначально запуск был запланирован на 23 сентября 2016 года, в 18:17 UTC.
8 сентября 2016 года на космодром Байконур прибыли основной и дублирующий экипажи транспортного пилотируемого корабля (ТПК) «Союз МС-02». 9 сентября экипажи провели первую тренировку в корабле «Союз МС-02» («примерку» корабля): проверили работоспособность систем радиосвязи, ознакомились с размещением грузов, а также примерили скафандры, проверив их на герметичность. 10 сентября на 17-й площадке Байконура состоялась церемония поднятия флагов стран, участвующих в запуске пилотируемого корабля. К 11 сентября ТПК «Союз МС-02» был заправлен топливом и сжатыми газами.
15 сентября произведена накатка головного обтекателя ракеты-носителя «Союз-ФГ».
17 сентября принято решение о переносе даты запуска по техническим причинам. Экипажи вернулись в Москву. Причиной переноса пуска оказался кабель системы приземления, который был зажат во время испытаний. В результате сработала сигнализация о неисправности контрольно-измерительной аппаратуры. После того, как неполадки были устранены, были проведены новые полные испытания корабля.
26 сентября ТАСС сообщило о том, что назначена новая дата запуска — 19 октября 2016 года. 7 октября на космодром Байконур вернулись основной и дублирующий экипажи ТПК «Союз МС-02».
10 октября 2016 года пилотируемый корабль был повторно состыкован с переходным отсеком. 11 октября заново произведена накатка головного обтекателя. 14 октября проведена общая сборка ракеты космического назначения (РКН) «Союз-ФГ» с ТПК «Союз МС-02».
16 октября РКН была вывезена на стартовую площадку № 31 космодрома Байконур и установлена в пусковую установку.
18 октября Государственная комиссия утвердила основной экипаж ТПК «Союз МС-02» в составе командира корабля Сергея Рыжикова, бортинженеров Андрея Борисенко и Роберта Шейна Кимброу. В тот же день состоялась пресс-конференция основного и дублирующего экипажей транспортного пилотируемого корабля «Союз МС-02».

## Полёт

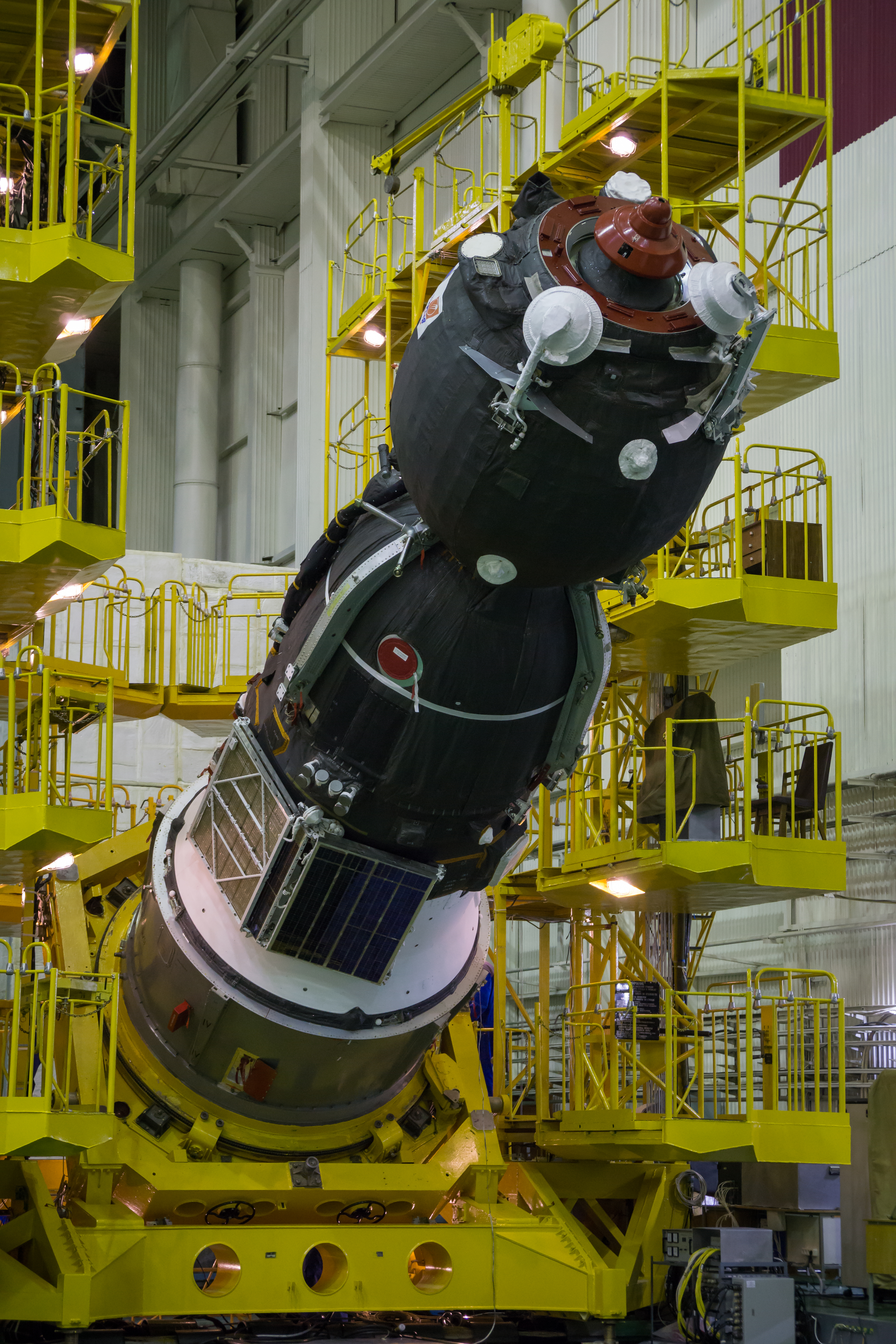
Союз МС-02

19 октября 2016 года в 11:05 мск с площадки № 31 космодрома Байконур был произведён пуск ракеты-носителя «Союз-ФГ» с транспортным пилотируемым кораблем «Союз МС-02». В 11:14 мск «Союз МС-02» отделился от третьей ступени ракеты-носителя. В качестве индикатора невесомости космического корабля использовался сборный макет пилотируемого транспортного корабля нового поколения «Федерация», изготовленный питерским ракетомоделистом и иллюстратором ракетной техники Александром Шлядинским. Корпус макета ПТК «Федерация» разъёмный, внутри находится полость, в которую положена щепотка грунта со стартового комплекса космодрома Восточный
Полёт ТПК к станции проходил по 34-витковой (двухсуточной) схеме, стыковка произошла в автоматическом режиме. В 12:58 мск 21 октября 2016 года корабль пристыковался к зенитному стыковочному агрегату малого исследовательского модуля «Поиск» (МИМ-2) российского сегмента Международной космической станции. В 15:20 мск был открыт переходной люк и члены экипажа корабля перешли на борт МКС. На станции экипаж корабля работал в составе экспедиций МКС-49 и МКС-50.
10 апреля 2017 года корабль с тремя членами экипажа отстыковался от МКС в 10:58 мск, а 14:21 мск спускаемый аппарат корабля совершил мягкую посадку в 147 км юго-восточнее города Жезказган (Казахстан).

## Инцидент при посадке
16 октября 2017 года НАСА опубликовала данные о разгерметизации спускаемого аппарата. Во время раскрытия основного парашюта его деталями (пряжкой) был повреждён сварной шов, в результате чего произошло падение давления внутри капсулы на высоте примерно восьми километров. При этом было отмечено, что происшествие не несло опасности для экипажа, так как вскоре после раскрытия парашюта открылся клапан, обеспечивающий сообщение спускаемого аппарата с атмосферой. Пресс-служба «Роскосмоса» подтвердила эту информацию, заметив, что «комиссия проанализировала случившееся — ситуация имеет случайный маловероятный характер, все необходимые меры для исключения повторения аналогичной ситуации в будущем приняты».

## Эмблема
В центре эмблемы изображена гора Фавор на Святой земле. Над горой находится источник света, символизирующий освящение всего земного. Три луча, выходящие из источника света, символизируют устремления трех членов экипажа. Изображение горы вписано в большую букву «Ф» — первую букву названия горы. Три звезды на букве «Ф» также обозначают трёх членов экипажа. Кроме того, на эмблему нанесён позывной экипажа корабля — «Фавор». Авторами эмблемы является Сергей Рыжиков при участии космонавта Андрея Бабкина. Изображение эмблемы было обнародовано 4 июля 2016 года. Эмблема нашита на одежду каждого космонавта основного экипажа. Точно такие же эмблемы, но без фамилий получили дублёры.

## Мощи Серафима Саровского
На корабле «Союз МС-02» на МКС доставлена частица мощей преподобного Серафима Саровского. Святыня передана по благословению Святейшего Патриарха Московского и всея Руси Кирилла. По словам представителя епархии — после возвращения корабля «Союз МС-02» на землю, частица мощей будет передана в Храм Преображения Господня в Звёздном городке для постоянного пребывания и поклонения верующих.